# Lepidochaetus carpaticus
Lepidochaetus carpaticus is een buikharige uit de familie Chaetonotidae. Het dier komt uit het geslacht Lepidochaetus. Lepidochaetus carpaticus werd in 1967 voor het eerst wetenschappelijk beschreven door Rudescu. 